# The Green Collar Economy
The Green Collar Economy (en français : L'économie des cols verts : comment une solution peut résoudre nos deux plus gros problèmes) est un livre de Van Jones paru en 2008.

## Contenu
Il présente un plan visant à résoudre simultanément les inégalités socio-économiques et les problèmes environnementaux. Le livre reçoit des critiques favorables de la part d'Al Gore, Nancy Pelosi, Laurie David, Paul Hawken, Winona LaDuke et Ben Jealous (en). The Green Collar Economy est le premier livre environnemental écrit par un Afro-Américain à figurer sur la liste des best-sellers du New York Times.
Le livre est une proposition détaillée pour un « new deal vert ». Van Jones décrit la possibilité de créer des milliers d'emplois peu et moyennement qualifiés qui contribuent à économiser l'énergie (par exemple, en isolant des maisons et des bâtiments plus anciens) ou à utiliser des sources d'énergie alternatives (panneaux solaires). Il souligne qu’il s’agirait d’emplois locaux qui ne pourraient pas être délocalisés. Avec des incitations et des programmes appropriés, des emplois pourraient être créés dans les centres-villes et aider ainsi les gens à sortir de la pauvreté. Selon Van Jones, les Américains peuvent faire en sorte que « la vague verte qui approche soulève tous les bateaux » et il appelle à un mouvement de masse pour s'attaquer aux crises écologique et économique des États-Unis.